# Tierra de Coats
|  |

La Tierra de Coats es una región del Antártida que se encuentra el oeste de la Tierra de la Reina Maud y forma la costa oriental del mar de Weddell, extendiéndose en dirección nordeste hacia el suroeste. Su extremo oeste se halla a 78°04′S 36°00′O / -78.067, -36.000, límite con la Tierra de Edith Ronne y la barrera de hielo Filchner-Ronne, y su extremo este es el término del glaciar Stancomb-Wills (75°18′S 19°00′O / -75.300, -19.000), o bien el meridiano de 20° Oeste (según Noruega y el Reino Unido), que la separa de la costa de la Princesa Marta en la Tierra de la Reina Maud. Por el sur limita con la meseta Antártica.

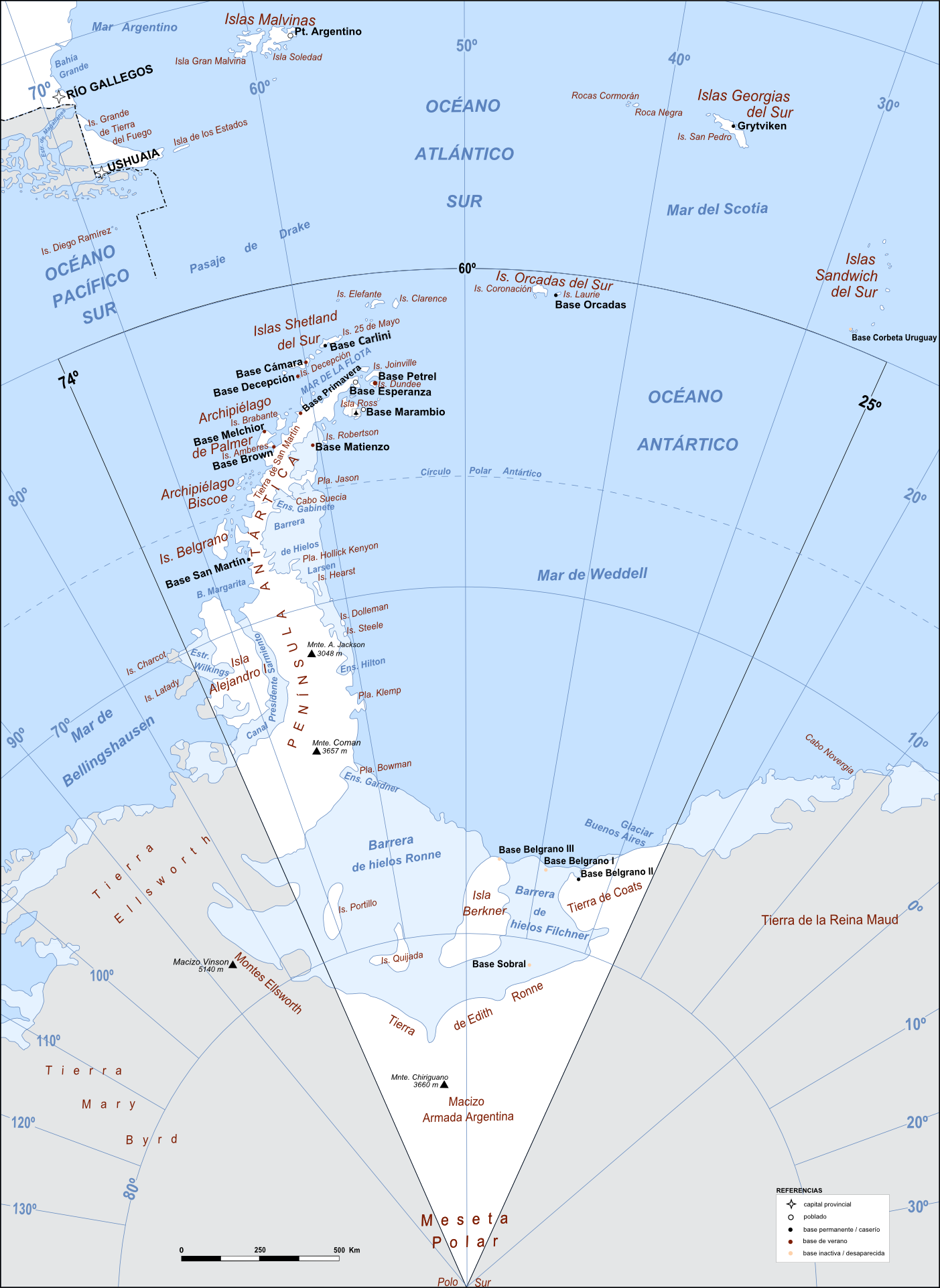
Localización de la Tierra de Coats dentro de la provincia de Tierra del Fuego, Antártida e Islas del Atlántico Sur (Argentina).

## Historia
La parte nordeste fue descubierta por William Speirs Bruce, líder de la Expedición Antártica Nacional Escocesa de 1902-1904 en el barco Scotia. Bruce le puso el nombre de Tierra de Coats por James Coats, Jr., y el mayor Andrew Coats, los dos patrocinadores principales de la expedición.
En 1948 Noruega y el Reino Unido acordaron que el nombre Tierra de la Reina Maud se redujera al sector noruego y no se extendiera al Territorio Antártico Británico, mientras que el nombre británico Tierra de Coats fue omitido en el sector noruego y reducida hasta el límite entre ambas reclamaciones. La Costa Bruce, que era la parte de la Tierra de Coats entre los 16° 30' Oeste y los 23° Oeste, desapareció de la cartografía británica.

## Costa Caird

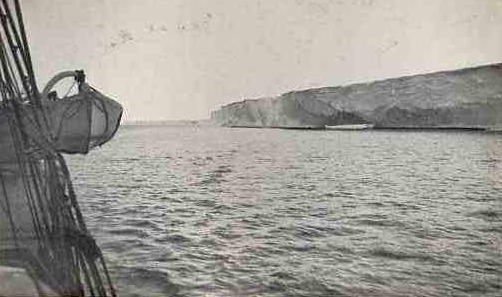
Los enormes acantilados de hielo de costa Caird como los vio la expedición Endurance en enero de 1915.

En diciembre de 1914 y enero de 1915, como parte del recorrido de la fracasada expedición Imperial Trans-Antártica, Ernest Shackleton continuó la exploración hacia el sur, uniendo la parte descubierta por Bruce con la tierra que Wilhelm Filchner había descubierto con el Deutschland en 1912.
Costa Caird es la porción de la costa de la Tierra de Coast ubicada entre el final del glaciar Stancomb-Wills, en 19º 00' O, y el glaciar Hayes, en 27º 54' O. Shackleton lo nombró así por sir James Key Caird, patrón de la Expedición Trans-Antártica.

## Costa Confín

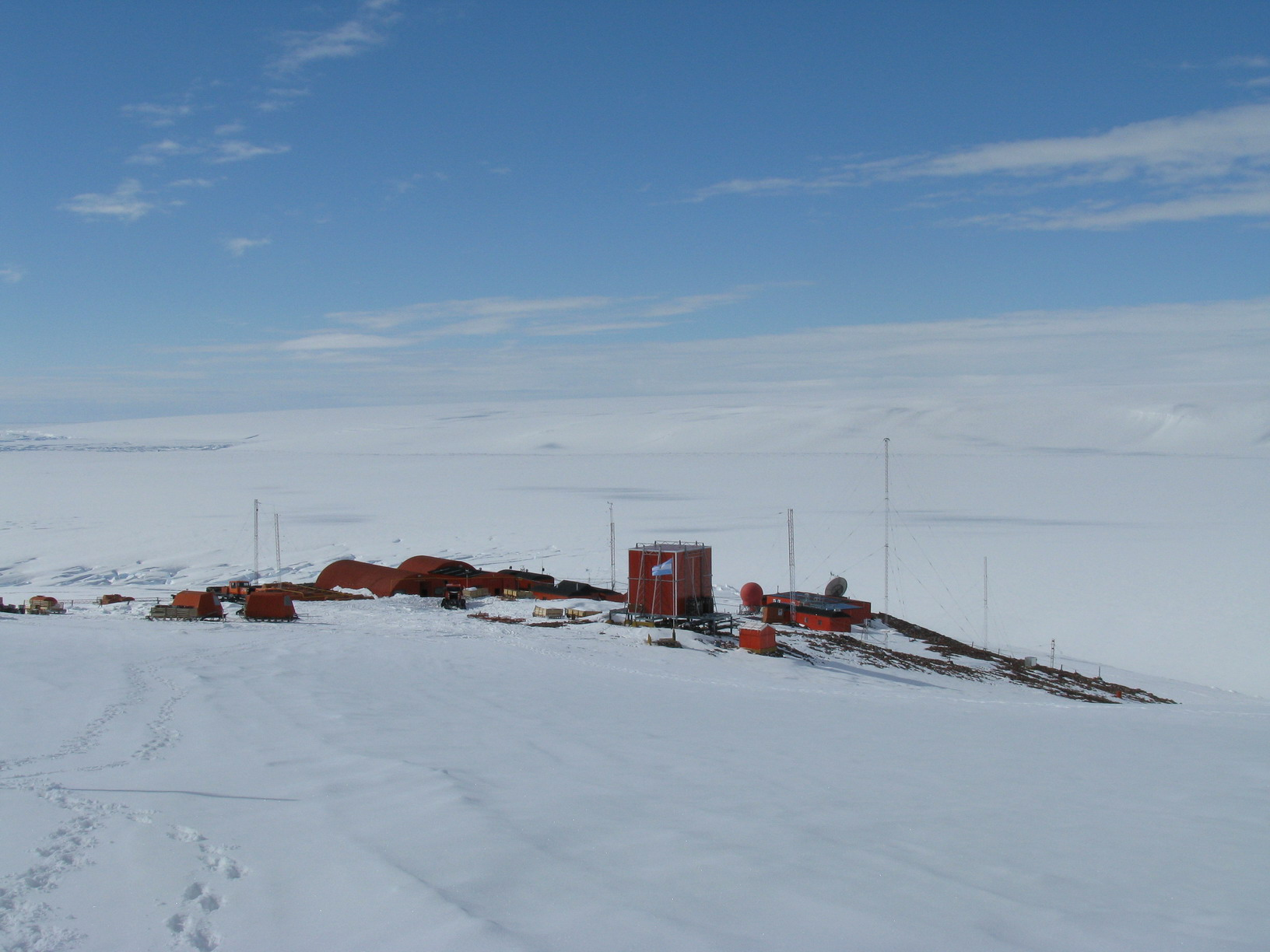
Vista de la Base Belgrano II.

La costa Confín o costa Luitpold es la porción noroeste de la Tierra de Coats desde la barrera de hielos Filchner hasta la costa Caird. En el nunatak Bertrab de la bahía de Vahsel se halla la Base Belgrano II de Argentina, inaugurada el 5 de febrero de 1979 y que se mantiene habitada todo el año.

## Reclamaciones territoriales
Argentina incluye al sector de la Tierra de Coats al occidente de los 25° O en el departamento Antártida Argentina dentro de la provincia de Tierra del Fuego, Antártida e Islas del Atlántico Sur. Para el Reino Unido la Tierra de Coats integra el Territorio Antártico Británico. Noruega reclama el sector costero entre el glaciar Stancomb-Wills y el meridiano 20° Este, haciéndolo parte de la costa de la Princesa Marta en la Tierra de la Reina Maud. Las tres reclamaciones están restringidas por los términos del Tratado Antártico.
Nomenclatura de los países reclamantes:
- Argentina: Costa Confín solo a la parte correspondiente a la costa Luitpold
- Reino Unido: Coats Land
- Noruega: Kronprinsesse Märtha Kyst (solo el sector entre los meridianos 19° O y 20°O)